# Shipki La
De Shipki La is een bergpas in de Himalaya, die de Tibetaanse regio Ngari met de Indiase regio Kinnaur verbindt.
De pas vormt een deel van de oude Hindustan-Tibet Highway, maar de grens tussen India en Tibet is sinds de Chinees-Indiase Oorlog van 1962 afgesloten voor het verkeer. In 1994 werd de pas geopend voor lokale Indiase handelaren, die tot het eerste dorp over de grens mogen reizen om hun waar te verkopen. Omdat in het westen van Tibet sinds de Chinese bezetting in 1951 een staat van beleg heerst, is al het verkeer door deze regio zelf ook aan strenge regels gebonden.
In het verleden vormde de Hindustan-Tibet Highway een belangrijke route voor Indiase pelgrims op weg naar Kailash.